# Sh2-97
Sh2-97 è una nebulosa a emissione visibile nella costellazione del Cigno.
Si individua nella parte meridionale della costellazione, a breve distanza dal confine con la Volpetta; giace sul bordo di un tratto della Via Lattea molto luminoso, nel punto in cui inizia ad essere oscurato dai grandi complessi nebulosi della Fenditura del Cigno. Si presenta come una nube di aspetto circolare, con un punto più luminoso e una vasta area diffusa meno appariscente, estesa su circa 10'; il periodo migliore per la sua osservazione nel cielo serale ricade fra i mesi di giugno e novembre.
Sh2-97 è una regione H II composta da un nucleo più denso che appare associato ad una nebulosa a riflessione, circondato da una regione di gas più rarefatto di forma rozzamente circolare; secondo alcuni studi la sua distanza sarebbe pari a circa 3900 parsec (12720 anni luce), pertanto oltre la regione del Complesso del Cigno, vicino al tratto iniziale del Braccio di Orione. Studi condotti alla lunghezza d'onda dell'infrarosso hanno permesso di individuare in essa due sorgenti, indicate con le sigle IRAS 19539+3001 e IRAS 19542+3004, coincidenti con oggetti stellari giovani profondamente immersi nei gas della nube; ciò sarebbe una diretta conferma del fatto che in Sh2-97 sarebbero attivi dei fenomeni di formazione stellare, e infatti la nube è indicata nel catalogo Avedisova col numero 919. A queste sorgenti se ne aggiunge una visibile alle onde radio, individuata fin dagli anni settanta.